# 미케카도역
미케카도역(일본어: 三毛門駅)은 일본 후쿠오카현 부젠시에 위치한 규슈 여객철도 소속 철도역이며, 닛포 본선 정차역이다.

## 역 구조
섬식 홈 1면 2선을 가지는 지상역이다. 개찰구는 남쪽의 1개소가 있어, 두 개의 홈은 과선교에서 연결되고 있다.
무인역이며, 사무실 부분은 주차장의 관리소로 되어 있다. 개찰구에는 SUGOCA의 간이형 자동 개찰기가 설치되어 있다. 역 앞 광장에는 이 지역의 특산인 미케카도 호박 조각상이 있다.

## 인접 역
| 닛포 본선            | 닛포 본선 | 닛포 본선                   |
| -------------------- | --------- | --------------------------- |
| 우노시마 고쿠라 방면 | ■ 보통    | 요시토미 가고시마 중앙 방면 |